# Arquidiócesis de Clermont
La arquidiócesis de Clermont (en latín: Archidioecesis Claromontana y en francés: Archidiocèse de Clermont) es una circunscripción eclesiástica de la Iglesia católica en Francia. Se trata de una arquidiócesis latina, sede metropolitana de la provincia eclesiástica de Clermont. Desde el 20 de septiembre de 2016 su arzobispo es François Kalist.

## Territorio y organización

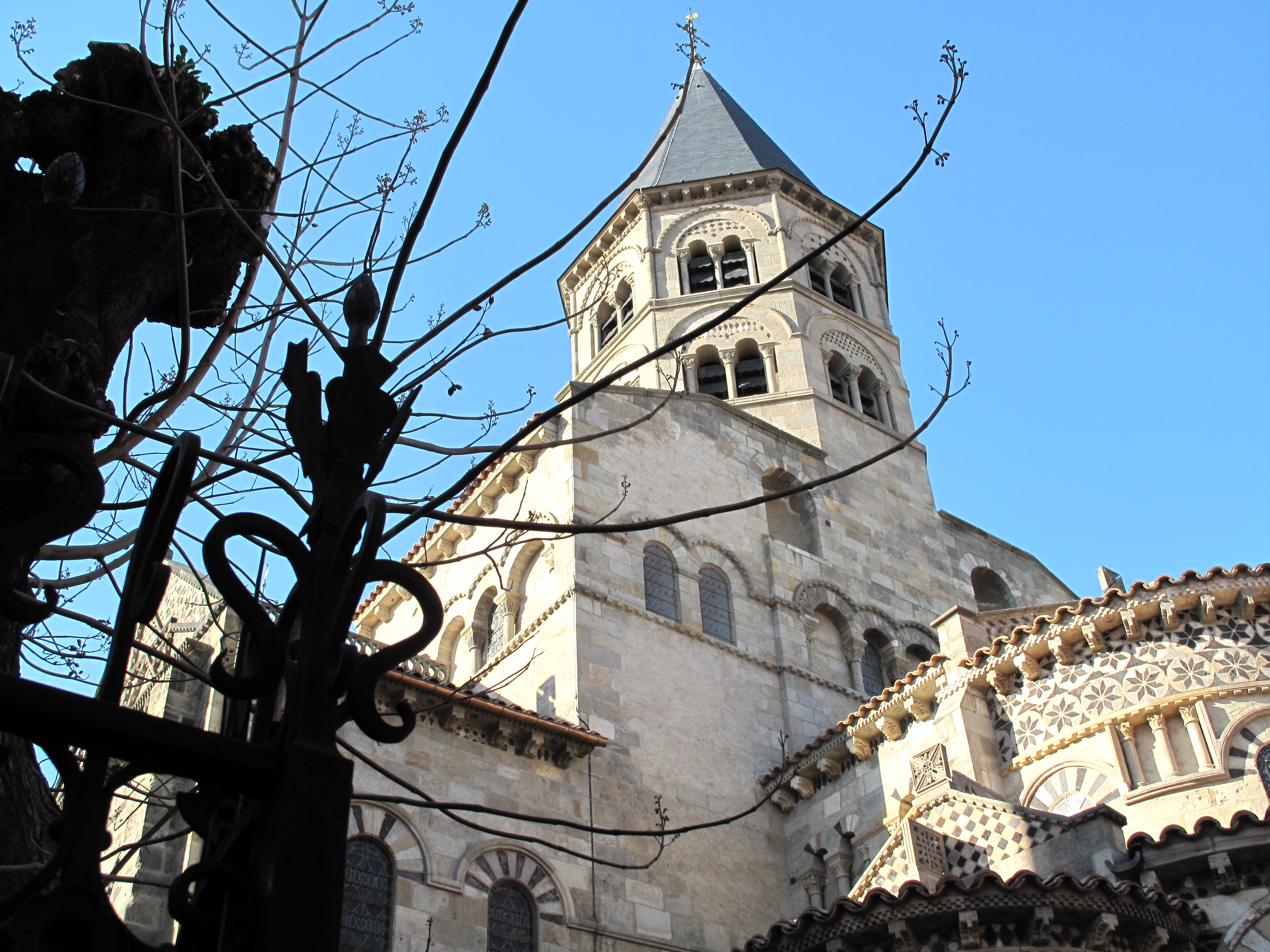
Basílica de Nuestra Señora del Puerto, en Clermont-Ferrand

La arquidiócesis tiene 8019 km² y extiende su jurisdicción sobre los fieles católicos de rito latino residentes en el departamento de Puy-de-Dôme de la región de Auvernia-Ródano-Alpes).
La sede de la arquidiócesis se encuentra en la ciudad de Clermont-Ferrand, en donde se halla la Catedral de Nuestra Señora de la Asunción y la basílica de Nuestra Señora del Puerto.
La arquidiócesis tiene como sufragáneas a las diócesis de: Le Puy-en-Velay, Moulins y Saint-Flour.
En 2021 en la arquidiócesis existían 33 parroquias.

## Historia

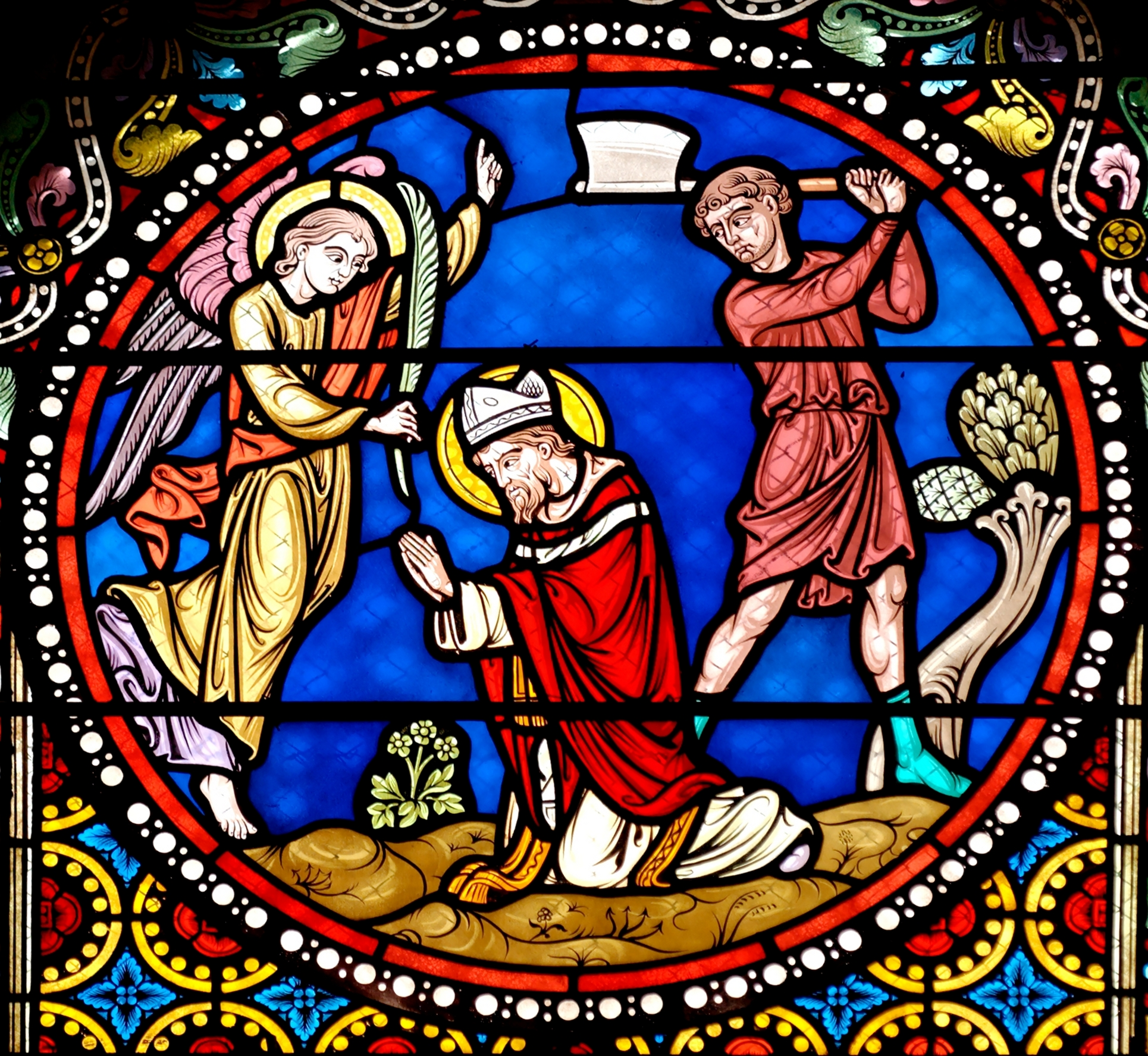
Martirio de san Austremonio, protoobispo y patrón de la arquidiócesis, desde un vitral de la iglesia dedicada al santo en Issoire

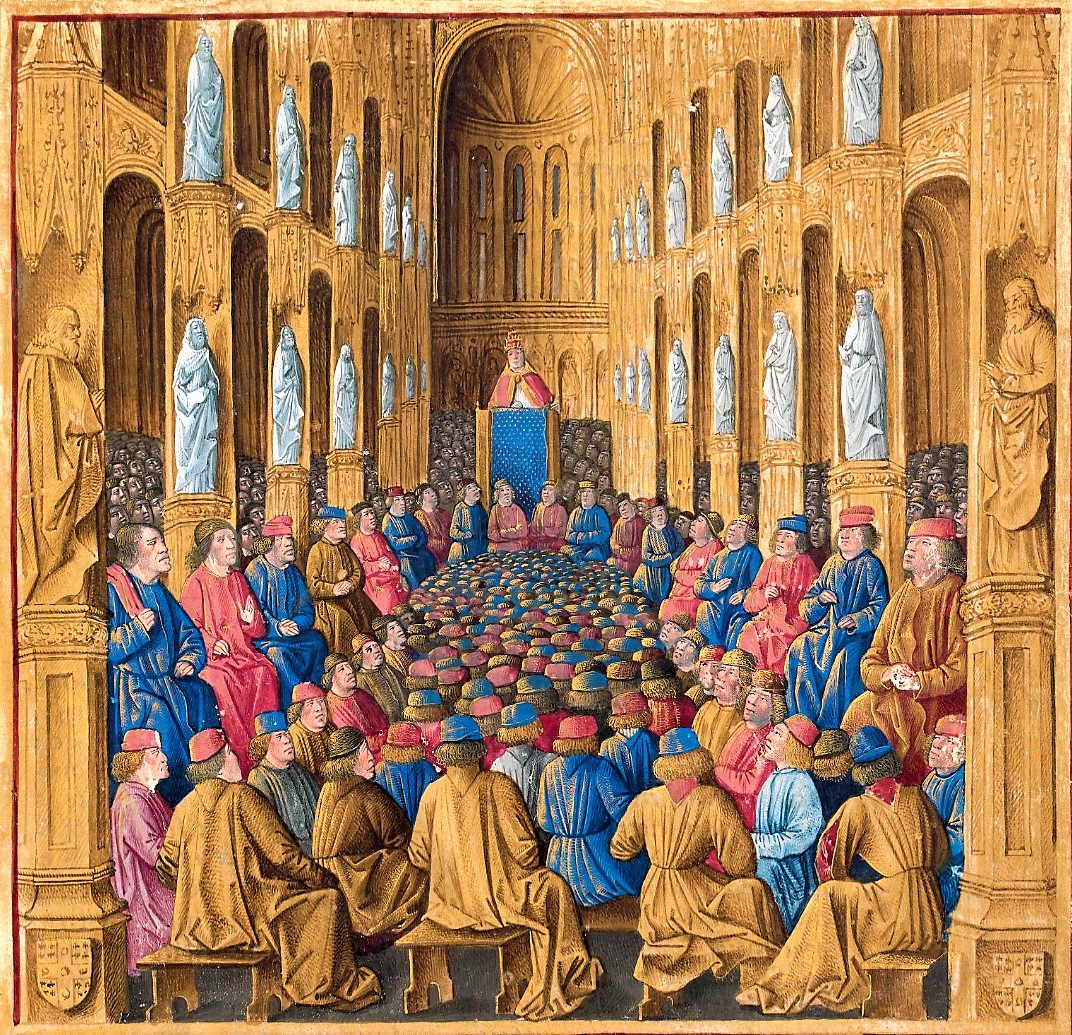
El papa Urbano II al Concilio de Clermont, miniatura del Livre des Passages d'Outre-mer, 1490 circa

La diócesis de Auvernia fue erigida en el siglo III. Como documenta san Gregorio de Tours en su Historia Francorum, la evangelización de este territorio fue obra de san Austremonio, quien también fue protoobispo de la diócesis. Gregorio dedica varios capítulos de su historia a Auvernia y a los sucesores de Austremonio, de los que es testigo fundamental.
La ciudad de Augustonemetum, posteriormente llamada Alvernis, fue la capital del pueblo arverno, cuyo territorio formaba parte de la provincia romana de Aquitania primera. La diócesis dependía como sufragánea de la sede metropolitana de Bourges.
La tradición ha reconocido como santos a muchos de los obispos de los primeros siglos. Entre estos emerge la figura de Gaio Sollio Sidonio Apollinare, prefecto de Roma y patricio en 468, elegido obispo en 469 o 470, que se distinguió como un importante escritor eclesiástico del siglo V y que organizó la resistencia de la ciudad contra la invasión de los visigodos. Se recuerdas luego a los obispos Galo I, tío paterno de Gregorio de Tours; Avito I, que construyó la iglesia de Nuestra Señora del Puerto; Ginés, que construyó el primer hospital en Clermont; Preietto (san Priest), asesinado en 676; Esteban II, que hizo reconstruir la catedral, construida por Namazio en el siglo V.
Hacia finales del siglo VI el cristianismo pudo difundirse y consolidarse gracias a la labor de los monjes misioneros irlandeses, entre ellos el abad san Columbano, fundador de la abadía de Luxeuil en el año 590, una de las más importantes y conocidas de Francia y el origen de centenares de monasterios en el reino franco gracias a sus monjes y a su gobierno seguido en los monasterios de Chamalières, Royat, Mauriac, Brageac, Manglieu (conectados con la abadía de Solignac y la abadía de Mozac).
Durante los siglos XI y XII la diócesis tuvo considerable importancia como lo demuestran las frecuentes visitas de los pontífices: Urbano II en 1095, Pascual II en 1106; Calixto II en 1120, Inocencio II en 1130 y Alejandro III en 1164.
En Clermont se celebraron varios concilios provinciales y nacionales. Entre ellos, el más famoso es el que se celebró en Auvernia en 1095 en presencia de Urbano II, durante la cual el papa lanzó el llamamiento para liberar Tierra Santa de los turcos selyúcidas: fue el comienzo de la primera cruzada.
En la última década del siglo XII el obispo Gilbert fue el primero en recibir el título de obispo de Clermont. A partir de esta época los obispos comenzaron a reclamar poderes conciliares sobre la ciudad episcopal, que mantuvieron hasta el siglo XVI.
En 1248 el obispo Hughes de la Tour inició la reconstrucción de la catedral, siguiendo el estilo y ejemplo de la Sainte-Chapelle de París y las grandes catedrales del norte de Francia.
El 9 de julio de 1317 Clermont cedió una parte de su territorio para la erección de la diócesis de Saint-Flour mediante la bula Salvator noster del papa Juan XXII.
El obispo Louis d'Estaing fundó el seminario mayor en 1656, mientras que en 1712 se erigió un seminario menor; ambos fueron confiados a la enseñanza de los sacerdotes seculares de la diócesis.
A consecuencia del concordato, con la bula Qui Christi Domini del papa Pío VII del 29 de noviembre de 1801 la diócesis se amplió, incorporando el territorio de la diócesis de Le Puy-en-Velay, que fue suprimida.
El 26 de octubre de 1822 se restableció la diócesis de Le Puy-en-Velay mediante la bula Paternae charitatis del papa Pío VII, obteniendo el territorio de la diócesis de Clermont. Al mismo tiempo se confirmó la erección de la diócesis de Moulins, ya hipotetizada en 1788, con territorio obtenido de la de Clermont mediante la bula Commissa divinitus del 27 de julio de 1817.
Durante la Segunda Guerra Mundial el obispo Gabriel Piguet fue arrestado por la Gestapo en 1944 y deportado a Dachau, donde llegó el 9 de septiembre. El 17 de diciembre siguiente, en el mayor secreto, ordenó sacerdote al joven diácono alemán Karl Leisner, deportado por su oposición al nazismo.
En septiembre de 2002 el territorio diocesano experimentó una nueva estructuración, que redujo el número de parroquias de más de 500 a las 37 actuales.
El 8 de diciembre de 2002, con la reorganización de los distritos diocesanos franceses, Clermont fue elevada al rango de arquidiócesis metropolitana de Auvernia.

## Estadísticas
Según el Anuario Pontificio 2022 la arquidiócesis tenía a fines de 2021 un total de 616 000 fieles bautizados.
| Año                                                                             | Población            | Población | Población      | Sacerdotes | Sacerdotes    | Sacerdotes    | Bautizados por sacerdote | Diáconos permanentes | Religiosos | Religiosos | Parroquias |
| Año                                                                             | Bautizados católicos | Total     | % de católicos | Total      | Clero secular | Clero regular | Bautizados por sacerdote | Diáconos permanentes | Varones    | Mujeres    | Parroquias |
| ------------------------------------------------------------------------------- | -------------------- | --------- | -------------- | ---------- | ------------- | ------------- | ------------------------ | -------------------- | ---------- | ---------- | ---------- |
| 1950                                                                            | 460 000              | 479 728   | 95.9           | 542        | 492           | 50            | 848                      |                      | 100        | 1000       | 516        |
| 1969                                                                            | 520 800              | 544 568   | 95.6           | 453        | 410           | 43            | 1149                     |                      | 128        | 1194       | 215        |
| 1980                                                                            | 453 000              | 583 800   | 77.6           | 364        | 351           | 13            | 1244                     |                      | 23         | 683        | 521        |
| 1990                                                                            | 506 000              | 621 000   | 81.5           | 274        | 263           | 11            | 1846                     | 3                    | 48         | 530        | 520        |
| 1999                                                                            | 540 000              | 602 939   | 89.6           | 249        | 205           | 44            | 2168                     | 9                    | 78         | 371        | 521        |
| 2000                                                                            | 535 000              | 602 978   | 88.7           | 222        | 184           | 38            | 2409                     | 16                   | 63         | 373        | 521        |
| 2001                                                                            | 587 666              | 604 096   | 97.3           | 194        | 189           | 5             | 3029                     | 18                   | 32         | 354        | 521        |
| 2002                                                                            | 587 666              | 604 096   | 97.3           | 167        | 164           | 3             | 3518                     | 19                   | 30         | 328        | 521        |
| 2003                                                                            | 588 600              | 604 096   | 97.4           | 179        | 175           | 4             | 3288                     | 20                   | 16         | 320        | 521        |
| 2004                                                                            | 588 600              | 604 266   | 97.4           | 179        | 172           | 7             | 3288                     | 20                   | 32         | 325        | 474        |
| 2006                                                                            | 584 400              | 604 266   | 96.7           | 165        | 158           | 7             | 3541                     | 22                   | 29         | 280        | 37         |
| 2013                                                                            | 600 000              | 619 000   | 96.9           | 134        | 126           | 8             | 4477                     | 32                   | 28         | 204        | 37         |
| 2016                                                                            | 607 040              | 626 680   | 96.9           | 113        | 102           | 11            | 5372                     | 33                   | 29         | 176        | 37         |
| 2019                                                                            | 612 200              | 632 000   | 96.9           | 98         | 88            | 10            | 6246                     | 36                   | 28         | 176        | 33         |
| 2021                                                                            | 616 000              | 636 000   | 96.9           | 93         | 83            | 10            | 6623                     | 35                   | 25         | 108        | 33         |
| Fuente: Catholic-Hierarchy, que a su vez toma los datos del Anuario Pontificio. |                      |           |                |            |               |               |                          |                      |            |            |            |

## Episcopologio

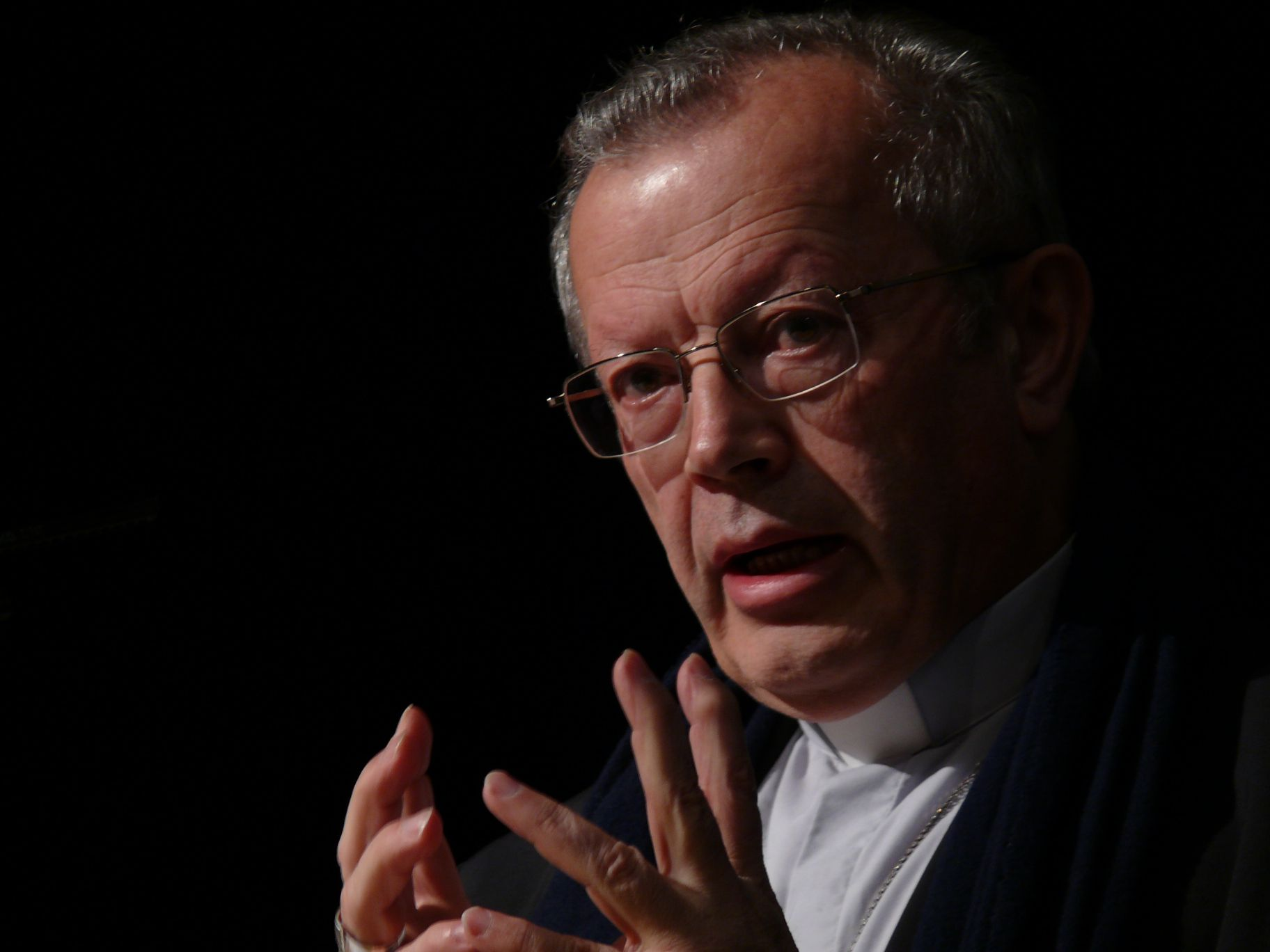
François Kalist, arzobispo de Clermont desde el 20 de septiembre de 2016

El mejor testimonio de la vida de la diócesis y de los nombres de los obispos en los primeros siglos es la Historia Francorum de Gregorio de Tours. Hugues de Flavigny informa sobre un catálogo episcopal en su Chronaca (siglo XI), donde se mencionan 26 obispos desde Austremonio hasta Proculo (siglo VIII).
- San Austremonio † (siglo III o siglo IV)[nota 2]
- San Urbico †
- San Legonio o Legonzio †
- San Illidio † (?-circa 384 o 385 falleció)
- San Nepoziano †
- San Artemio †
- San Venerando †
- San Rustico †
- San Namazio †[nota 3]
- Eparchio †
- San Sidonio Apolinar † (469 o 470-21 o 23 de agosto de 479[nota 4] falleció)
- San Abrúnculo †
- San Eufrasio † (circa 490[nota 5]-circa 515 falleció)[nota 6]
- Apollinare II †
- San Quinciano † (circa 515-525 o 526 falleció)[nota 7]
- San Galo I † (circa 525/526[nota 8]-14 de mayo de 551 falleció)
- Cautino † (?-27 de marzo de 571 falleció)
- San Avito I † (571-después de 594)[nota 9]
- Cesario † (antes de 627-después de 630)[nota 10]
- San Galo II † (después de 630-?)[nota 11]
- San Ginés † (segunda mitad del siglo VII)
- Gyroindo † (mencionado en 660 circa)
- Felice †
- Garivaldo †
- San Preietto † (después de 663[nota 12]-25 de enero de 676 falleció)[nota 13]
- San Avito II † (676-691 falleció)
- San Bonito † (691-? renunció)[nota 14]
- Nordeberto †
- Procolo †[nota 15]
- Stefano I † (mencionado en 761)
- Adeberto † (mencionado en 785)
- Bernovino † (inicios del siglo IX)[nota 16]
- San Stabile † (antes de 823-después de 860)
- San Sigone † (antes de 862-después de 866)
- Agilmaro † (antes de 875-después de 891)
- Adalardo † (mencionado en 910)[nota 17]
- Arnoldo † (mencionado en 912)
- Bernardo †[nota 18]
- Stefano II † (antes de 945-969 o 970 falleció)
- Bégon † (antes de 980-después de 1010)[nota 19]
- Etienne III † (?-1013 falleció)
- Etienne IV † (antes de 1016-después de 1025)
- Rencon † (circa 1028-septiembre de 1052 falleció)
- Etienne V de Polignac † (circa 1053-1075 depuesto)[nota 20]
  - Guillaume de Chamalières † (1073-1077 depuesto) (obispo intruso)[nota 21]
- Durand † (1077-16 de noviembre de 1095 falleció)
- Guillaume de Baffie † (noviembre de 1095-después de 1101)
- Pierre Roux † (antes de 1106-19 de octubre de 1111 falleció)
- Aimeric † (1111-18 de abril circa 1150 falleció)
- Etienne VI de Mercoeur † (1151-26 de enero de 1169 falleció)
- Pons † (1170-2 de abril de 1189 falleció)
- Gilbert † (1190-25 de agosto de 1195 falleció)
- Robert de Auvernia † (1195-3 de abril de 1227 nombrado arzobispo de Lyon)
- Hughes de la Tour-du-Pin † (1227-28 de diciembre de 1249 falleció)
- Guy de la Tour-du-Pin † (circa 1250[nota 22]-28 de febrero de 1286 falleció)
- Aimar de Cros † (30 de julio de 1286-17 de octubre de 1297 falleció)
- Jean Aicelin † (circa 1298-1301 falleció)
- Pierre de Cros † (21 de enero de 1302-25 de septiembre de 1304 falleció)
- Aubert Aicelin de Montaigu † (11 de agosto de 1307-1328 falleció)
- Arnaud Roger de Comminges † (1328-1336 falleció)
- Raymond D'Aspet † (17 de julio de 1336-1 de abril de 1340 falleció)
- Étienne Aubert † (octubre de 1340-20 de septiembre de 1342 renunció, luego electo papa con el nombre de Inocencio VI)
- Pierre André † (25 de septiembre de 1342-17 de febrero de 1349 nombrado obispo de Cambrai)
- Pierre d'Aigrefeuille † (18 de febrero de 1349-8 de febrero de 1357 nombrado obispo de Uzès)
- Jean de Mello † (8 de febrero de 1357-23 de diciembre de 1375 falleció)
- Henri de La Tour † (2 de enero de 1376-7 de mayo de 1415 falleció)
- Martin Gouge de Charpaignes † (15 de mayo de 1415-25 de noviembre de 1444 falleció)
- Jacques de Comborn † (10 de mayo de 1445-15 de febrero de 1475 falleció)
- Antoine Allemand † (8 de marzo de 1475-15 de julio de 1476 nombrado obispo de Cahors)
- Carlos I de Borbón † (10 de marzo de 1476-18 de diciembre de 1476 renunció)
  - Carlos I de Borbón † (18 de diciembre de 1476-17 de septiembre de 1488 falleció) (administrador apostólico)
- Carlo II di Borbone † (26 de septiembre de 1488-22 de febrero de 1504 falleció)
- Jacques d'Amboise † (23 de mayo de 1505-27 de diciembre de 1516 falleció)
- Thomas Duprat † (3 de junio de 1517-15 de noviembre de 1528 falleció)
- Guillaume Duprat † (26 de febrero de 1529-22 de octubre de 1560 falleció)
  - Bernardo Salviati † (8 de agosto de 1561-10 de marzo de 1568 renunció) (administrador apostólico)
- Antoine de Saint-Nectaire † (10 de marzo de 1568-15 de septiembre de 1584 falleció)
- François de La Rochefoucauld † (29 de julio de 1585-1 de marzo de 1610 nombrado obispo de Senlis)
- Antoine Rose † (1 de marzo de 1610-31 de enero de 1614 falleció)
- Joachim d'Estaing † (12 de enero de 1615-11 de septiembre de 1650 falleció)
- Louis d'Estaing † (9 de junio de 1651-15 de marzo de 1664 falleció)
- Gilbert de Vény d'Arbouze † (11 de agosto de 1664-19 de abril de 1682 falleció)
  - Sede vacante (1682-1692)
- François Bochart de Saron de Champigny † (10 de marzo de 1692-11 de agosto de 1715 falleció)
  - Sede vacante (1715-1718)
- Jean-Baptiste Massillon, Orat. † (14 de noviembre de 1718-28 de septiembre de 1742 falleció)
- François-Marie Le Maistre de La Garlaye † (28 de enero de 1743-5 de junio de 1776 falleció)
- François de Bonnal † (16 de septiembre de 1776-3 de septiembre de 1800 falleció)
- Charles-Antoine-Henri Du Valk de Dampierre † (14 de abril de 1802-8 de junio de 1833 falleció)
- Louis-Charles Féron † (20 de enero de 1834-24 de diciembre de 1879 falleció)
- Jean-Pierre Boyer † (24 de diciembre de 1879 por sucesión-19 de enero de 1893 nombrado arzobispo de Bourges)
- Pierre-Marie Belmont † (19 de enero de 1893-19 de marzo de 1921 falleció)
- Jean-François-Étienne Marnas † (19 de marzo de 1921 por sucesión-13 de octubre de 1932 falleció)
- Gabriel-Emmanuel-Joseph Piguet † (7 de diciembre de 1933-3 de julio de 1952 falleció)
- Pierre-Abel-Louis Chappot de la Chanonie † (17 de marzo de 1953-18 de enero de 1974 retirado)
- Jean Louis Joseph Dardel † (18 de enero de 1974-27 de noviembre de 1995 retirado)
- Hippolyte Louis Jean Simon † (22 de febrero de 1996-17 de marzo de 2016 renunció)
- François Kalist, desde el 20 de septiembre de 2016